# 18. vestlige længdekreds
Den 18. vestlige længdekreds (eller 18 grader vestlig længde) er en længdekreds, der ligger 18 grader vest for nulmeridianen. Den løber gennem Ishavet, Grønland, Island, Atlanterhavet, det Sydlige Ishav og Antarktis.